# Palais Latilla
Le Palazzo Latilla est un édifice monumental de Naples, situé dans le quartier Avvocata.

## Description
Le bâtiment, qui date du XVIIIe siècle, a été achevé en 1762. Il appartenait au conseiller municipal Ferdinando Latilla. Il est caractérisé par la présence au deuxième étage d'une petite chapelle avec pavement en majoliques, maintenant utilisée pour des conférences et des colloques universitaires.